# Tsurugashima
Tsurugashima (japanska: 鶴ヶ島市?, Tsurugashima-shi) är en stad i Saitama prefektur i Japan. Staden fick stadsrättigheter 1991.